# ددو (الرقة)
ددو قرية سورية تتبع ناحية سلوك في منطقة تل أبيض في محافظة الرقة. بلغ عدد سكانها 338 نسمة في عام 2004 حسب إحصاء المكتب المركزي للإحصاء.